# Perito cartario
Il perito cartario è una figura professionale specializzata nelle discipline tecniche e di laboratorio connesse all'industria cartaria.
Il percorso di studi, sviluppato nell'ambito dell'ordinamento scolastico italiano vigente sino alla riforma scolastica Gelmini con le successive equipollenze, si articolava in un biennio comune e un triennio di specializzazione. Il corso di studi è confluito nell'Istituto tecnico tecnologico a indirizzo Grafica e comunicazione.

## Profilo professionale
Il corso per perito industriale in industria cartaria fornisce nozioni sull'analisi chimica generale e tecnica, sulla tecnologia cartaria e degli impianti delle cartiere. Il perito attende alle analisi e al controllo di tutte le materie prime che entrano in fabbrica e al collaudo del prodotto finito, mediante prove chimico-fisiche. Compie la dosatura delle materie prime e controlla i successivi stadi di fabbricazione, correggendo eventuali difetti del prodotto.

## Materie

### III anno
Religione o attività alternative; Lingua e lettere italiane; Storia; Complementi di lingua straniera; Matematica; Fisica applicata; Chimica; Analisi chimica generale e tecnica e laboratorio; Microscopia e laboratorio; Meccanica e macchine; Tecnologia cartaria e laboratorio; Esercitazione di cartiera; Educazione fisica.

### IV anno
Religione o attività alternative; Lingua e lettere italiane; Storia; Matematica; Analisi chimica generale e tecnica e laboratorio; Meccanica e macchine; Elettrotecnica; Tecnologia cartaria e laboratorio; Impianti di cartiere e disegno; Esercitazione di cartiera; Educazione fisica.

### V anno
Religione o attività alternative; Lingua e lettere italiane; Storia; Analisi chimica generale e tecnica e laboratorio; Tecnologia cartaria e laboratorio; Impianti di cartiere e disegno; Esercitazione di cartiera; Educazione fisica.